# Hyeongsunim-eun yeor-ahop
Hyeongsunim-eun yeor-ahop (hangeul: 형수님은 열아홉, lett. Mia cognata ha diciannove anni; titolo internazionale My 19-Year-Old Sister-in-Law, conosciuta anche come My Sister-in-Law is 19 o She is Nineteen) è una serie televisiva sudcoreana trasmessa su SBS dal 28 luglio al 23 settembre 2004. Ne è stato realizzato un remake indonesiano intitolato Kakak Iparku 17-Tahun.

## Trama
Han Yoo-min è una ragazza di diciannove anni che, dopo la morte della madre, è stata abbandonata e vive insieme al fratello adottivo Kang-pyo. Un giorno, la ragazza incontra Kang Min-jae, un dottore che da tempo cura suo fratello, e se ne innamora a prima vista. Quando Min-jae le chiede di fingere di essere la sua fidanzata per impedire a sua madre di continuare a insistere affinché lui sposi la figlia di un magnate, Yoo-min accetta immediatamente e, insieme a Kang-pyo, si trasferisce a casa Kang. Nessuno sa che Seung-jae, il fratello minore di Min-jae, coetaneo di Yoo-min e suo compagno di scuola, ha una cotta per lei. Intanto, il padre di Yoo-min, che fu vittima di un'amnesia dopo un incidente stradale, arriva, dopo quindici anni, alla ricerca della figlia.

## Personaggi
- Han Yoo-min, interpretata da Jeong Da-bin.
- Kang Seung-jae, interpretato da Yoon Kye-sang.
- Kang Min-jae, interpretato da Kim Jaewon.
- Choi Soo-ji, interpretata da Kim Min-hee e Seo Ji-hee (da giovane).
- Kang Ye-rim, interpretata da Seo Ji-hye.
- Han Kang-pyo, interpretato da Heo Jung-min.
- Song Kyung-hwa, interpretata da Lee Hye-sook.
- Im Cheong-ok, interpretata da Park Won-sook.
- Park Young-ran, interpretata da Lee Bo-hee.
- Jung Joon-seok, interpretato da Hong Yo-seob.
- Jung Geon-woo, interpretato da Yoon Joo-sang.
- Tae-woo, interpretato da Kim Seung-min.
- Shin Chang-jo, interpretato da Seo Dong-won.
- Min Seo-yeon, interpretata da Im Hyun-kyung.
- Chae So-na, interpretata da Woo Kyung-ah.

## Colonna sonora
1. Say Yes – Marry M
2. Memory of Love (사랑했던 기억) – Gi-hoo
3. Yoo-min Theme (Humming) (유민 Theme (Humming))
4. Half Love (절반의 사랑) – Gi-hoo
5. Love Theme (Piano Solo)
6. Swallow the Day Again (또 하루를 삼키죠) – Marry M
7. Start Again (다시 시작해) – Yoo Ha-jin
8. Main Title (Humming)
9. Tears in Your Smile (미소속의 눈물) – Shim Jung-hoon
10. Sad Theme (Piano Solo)
11. I'll Understand For You (이해해주겠니) – Gi-hoo
12. Love Theme II (Guitar Solo)
13. Now (이젠) – Shim Jung-hoon
14. Main Theme (Piano Solo)
15. You Smile (니가 웃잖아) – Shim Jung-hoon e Park Bo-yoon

## Riconoscimenti
| Anno | Premio           | Categoria            | Ricevente     | Risultato       |
| ---- | ---------------- | -------------------- | ------------- | --------------- |
| 2003 | SBS Drama Awards | Premio alla carriera | Park Won-sook | Vincitore/trice |

## Distribuzioni internazionali
| Paese  | Canale/i        | Prima TV                       | Titolo adottato                   |
| ------ | --------------- | ------------------------------ | --------------------------------- |
| Taiwan | Drama Videoland | 1 dicembre 2004-4 gennaio 2005 | 嫂嫂19歲 (Mia cognata ha 19 anni) |